# Hanns Christof Brennecke
Hanns Christof Brennecke (* 15. Februar 1947 in Berlin) ist ein deutscher evangelischer Kirchenhistoriker. Er war Professor für Ältere Kirchengeschichte an der Universität Erlangen.

## Leben
Nach dem Abitur 1965 studierte er Evangelische Theologie und Christliche Archäologie an der Humboldt-Universität Berlin (1965–1970) und der Universität Bonn (1970–1972). Nach dem theologischen Examen in Bonn 1972 war er Vikar der Rheinischen Landeskirche und wissenschaftliche Hilfskraft bei der Bonner Arbeitsstelle der Patristischen Kommission (1973–1974). Anschließend war ab 1974 Assistent am Lehrstuhl für Ältere Kirchengeschichte der Theologischen Fakultät der Universität Tübingen bei Luise Abramowski, bei der er 1980 mit der Arbeit Hilarius von Poitiers und die Bischofsopposition gegen Konstantius II. Untersuchungen zur dritten Phase des arianischen Streites (337–361) promoviert und 1986 mit der Arbeit Studien zur Geschichte der Homöer. Der Osten bis zum Ende der homöischen Reichskirche habilitiert wurde. Er vertrat 1986/1987 die Professur für Christliche Archäologie in Göttingen und 1987/1988 die Professur für Kirchengeschichte in Heidelberg. 1988 wurde er Professor für Kirchengeschichte an der Universität Heidelberg und 1989 Inhaber des Lehrstuhls für Ältere Kirchengeschichte an der Universität Erlangen-Nürnberg. 1996 lehnte er einen Ruf an die Humboldt-Universität Berlin ab. An der Universität Bologna war er 1997 Gastprofessor und 2000 External Examinator am Makumira University College, Tumaini University in Tansania. 2013 wurde er emeritiert.

## Mitgliedschaften
- Mitglied der Kommission zur Herausgabe der Griechischen Christlichen Schriftsteller (GCS) der Berlin-Brandenburgischen Akademie der Wissenschaften (stellvertretender Kommissionsvorsitzender; in dieser Funktion 1995–1998 Mitglied der Altertumswissenschaftlichen Kommission der Akademie) (seit 1995)
- Mitglied der Patristischen Kommission der Union der deutschen Akademien der Wissenschaften (seit 1995)
- 1999–2005 Vorsitzender der Fachgruppe Kirchengeschichte der Wissenschaftlichen Gesellschaft für Theologie (Mitglied des Erweiterten Vorstandes)
- 2000–2007 Vizepräsident der Association Internationale d’Études Patristiques
- Mitglied der Akademie gemeinnütziger Wissenschaften zu Erfurt (seit 2001)
- korrespondierendes Mitglied der Göttinger Akademie der Wissenschaften (seit 2011)

## Veröffentlichungen (Auswahl)
- Hilarius von Poitiers und die Bischofsopposition gegen Konstantius II. Untersuchungen zur dritten Phase des arianischen Streites (337–361). (Patristische Texte und Studien; Band 26). de Gruyter, Berlin/New York 1984, ISBN 3-11-009703-6. (= Dissertation)
- Studien zur Geschichte der Homöer. Der Osten bis zum Ende der homöischen Reichskirche. (Beiträge zur historischen Theologie; Band 73). Mohr, Tübingen 1988, ISBN 3-16-145246-1. (= Habilitationsschrift)
- Volk Gottes, Gemeinde und Gesellschaft. (Jahrbuch für Biblische Theologie; Band 7). Neukirchener Verlagsgesellschaft, Neukirchen-Vluyn 1992, ISBN 3-7887-1433-6.
- (Hrsg.): Logos. Festschrift für Luise Abramowski zum 8. Juli 1993. (Zeitschrift für die neutestamentliche Wissenschaft. Beihefte zur Zeitschrift für die neutestamentliche Wissenschaft; Band 67). de Gruyter, Berlin/New York 1993, ISBN 3-11-013985-5.
- mit Winrich Alfried Löhr, Knut Schäferdiek (Hrsg.): Schwellenzeit. Beiträge zur Geschichte des Christentums in Spätantike und Frühmittelalter. (Arbeiten zur Kirchengeschichte; Band 64). de Gruyter, Berlin/New York 1996, ISBN 3-11-014968-0.
- mit Walter Sparn (Hrsg.): Melanchthon. Zehn Vorträge. (Erlanger Forschungen. Reihe A, Geisteswissenschaften; Band 85). Erlanger Universitätsbund, Erlangen 1999, ISBN 3-930357-26-7.
- mit Jörg Ulrich (Hrsg.): Friedrich Loofs. Patristica. Ausgewählte Aufsätze zur alten Kirche. (Arbeiten zur Kirchengeschichte; Band 71). Verlag Walter de Gruyter, Berlin/New York 1999, ISBN 3-11-015763-2.
- mit Uta Heil (Hrsg.): Ecclesia est in re publica. Studien zur Kirchen- und Theologiegeschichte im Kontext des Imperium Romanum. (Arbeiten zur Kirchengeschichte; Band 100). de Gruyter, Berlin/New York 2007, ISBN 978-3-11-019947-5.
- mit Annette von Stockhausen (Hrsg.): Von Arius zum Athanasianum : Studien zur Edition der „Athanasius-Werke“. (Texte und Untersuchungen zur Geschichte der altchristlichen Literatur; Band 164). de Gruyter, Berlin/New York 2010, ISBN 978-3-11-021860-2.
- mit Johannes van Oort (Hrsg.): Ethik im antiken Christentum. (Patristische Arbeitsgemeinschaft. Studien der Patristischen Arbeitsgemeinschaft; Band 9). Peeters, Leuven/Walpole 2011, ISBN 978-90-429-2442-0.
- mit Dirk Niefanger, Werner Wilhelm Schnabel (Hrsg.): Akademie und Universität Altdorf. Studien zur Hochschulgeschichte Nürnbergs. (Archiv für Kulturgeschichte. Beihefte zum Archiv für Kulturgeschichte; Heft 69). Böhlau, Wien/Köln/Weimar 2011, ISBN 978-3-412-20640-6.
- mit Susanna Elm (Hrsg.): Between education and conversation. Ways of approaching religion in late antiquity. (Zeitschrift für antikes Christentum; Band 16, Heft 1 Sonderausgabe). Gruyter, Berlin/Boston 2011, ISSN 0949-9571.
- mit Susanna Elm (Hrsg.): Heil und Heilung. Inkubation – Heilung im Schlaf. Heidnischer Kult und christliche Praxis. (Zeitschrift für antikes Christentum; Band 17, Heft 1 Sonderausgabe). de Gruyter, Berlin/Boston 2013, ISSN 0949-9571.
- mit Stefanie Frost, Jorg Christian Salzmann (Hrsg.): Streit um die Wahrheit. Kirchengeschichtsschreibung und Theologie. Edition Ruprecht, Göttingen 2014, ISBN 978-3-8469-0165-6.